# 朝倉哲彦
朝倉 哲彦（あさくら てつひこ、1931年8月2日 - 2014年9月14日）は、日本の脳神経外科医、医学者。

## 略歴
鹿児島県出身。1948年鹿児島県立鹿屋中学校4年修了、1955年鹿児島医科大学学士試験合格、1956年医師国家試験合格、国立東京第一病院外科研究員として勤務、1959年鹿児島大学医学部研究員（神経精神科）、1961年助教授、1969年東京女子医科大学講師、1971年助教授、1975年鹿児島大学医学部教授に戻り、1985-1989年附属病院長、1997年定年退官、名誉教授、医療法人猪鹿倉会パールランド病院名誉院長、和風会加世田病院顧問、脳神経疾患研究所付属てんかん研究所所長、2002年慈風会厚地記念放射線医学研究所所長、2005年和風会加世田病院理事長・院長、2012年慈風会厚地脳神経外科･放射線科クリニック院長。

## 著書
- 『脳波・心電図・筋電図』南江堂 1962
- 『てんかん 神聖病』南江堂 1971
- 『てんかんの正しい知識 健康人として生きるために』南江堂 1986
- 『高千穂との対話』近代文芸社 1991
- 『旅愁流るる 朝倉哲彦紀行文集』にゅーろん社 2000
- 『脳神経外科医の栄光と悲惨 断章:脳神経外科の歴史』にゅーろん社 2001
- 『折にふれて エッセー集』私家版 2014

### 共編著
- 『てんかんの診療』(最新医学文庫）粟博志共著 新興医学出版社 1983
- 『脳と心の健康を守りたい人へ』(やさしい医学と健康のシリーズ) 大木幸介共著 東洋出版, 1993
- 『てんかんの最新外科治療』共編. 医学書院 1994

### 翻訳
- クリスティーヌ・テンプル『脳のしくみとはたらき 神経心理学からさぐる脳と心』講談社(ブルーバックス) 1997
- 『レクセルのガンマナイフ 定位的放射線手術のシステム』編著・訳 にゅーろん社 2000
- ハロルド・エリス『外科の足跡 外科の歴史を築いた数々の手術 無麻酔にも敢然と身を任せた患者と外科医のドキュメンタリー』バベルプレス 2008

## 論文
- <朝倉哲彦